# Tizi Ouzou
Tizi Ouzou è una città dell'Algeria, capoluogo della provincia omonima. Il suo nome viene dal berbero Tizi Uzezzu che significa "Colle delle ginestre": per questo motivo spesso si usa per designarla l'espressione "la città delle ginestre". È il capoluogo della wilaya omonima, nella regione della Cabilia, a est di Algeri.

## Geografia fisica
È la seconda città della Cabilia per numero di abitanti (dopo Bugia): nel 2004 la sua popolazione era calcolata in 120.000 abitanti. Nonostante il nome che porta, la città è ad un'altitudine poco elevata  (200 m): il colle su cui si trova è infatti di modeste proporzioni. La wilaya di Tizi Ouzou conta circa 1.100.000 abitanti, ed ha una superficie di 2.950 km². Confina ad ovest con la wilaya di Boumerdès, a sud con le wilaya di Bouira e Bugia (Béjaia), ad est con la wilaya di Bugia, e a nord col mar Mediterraneo.

## Monumenti e luoghi d'interesse
- Parco nazionale del Djurdjura

## Cultura

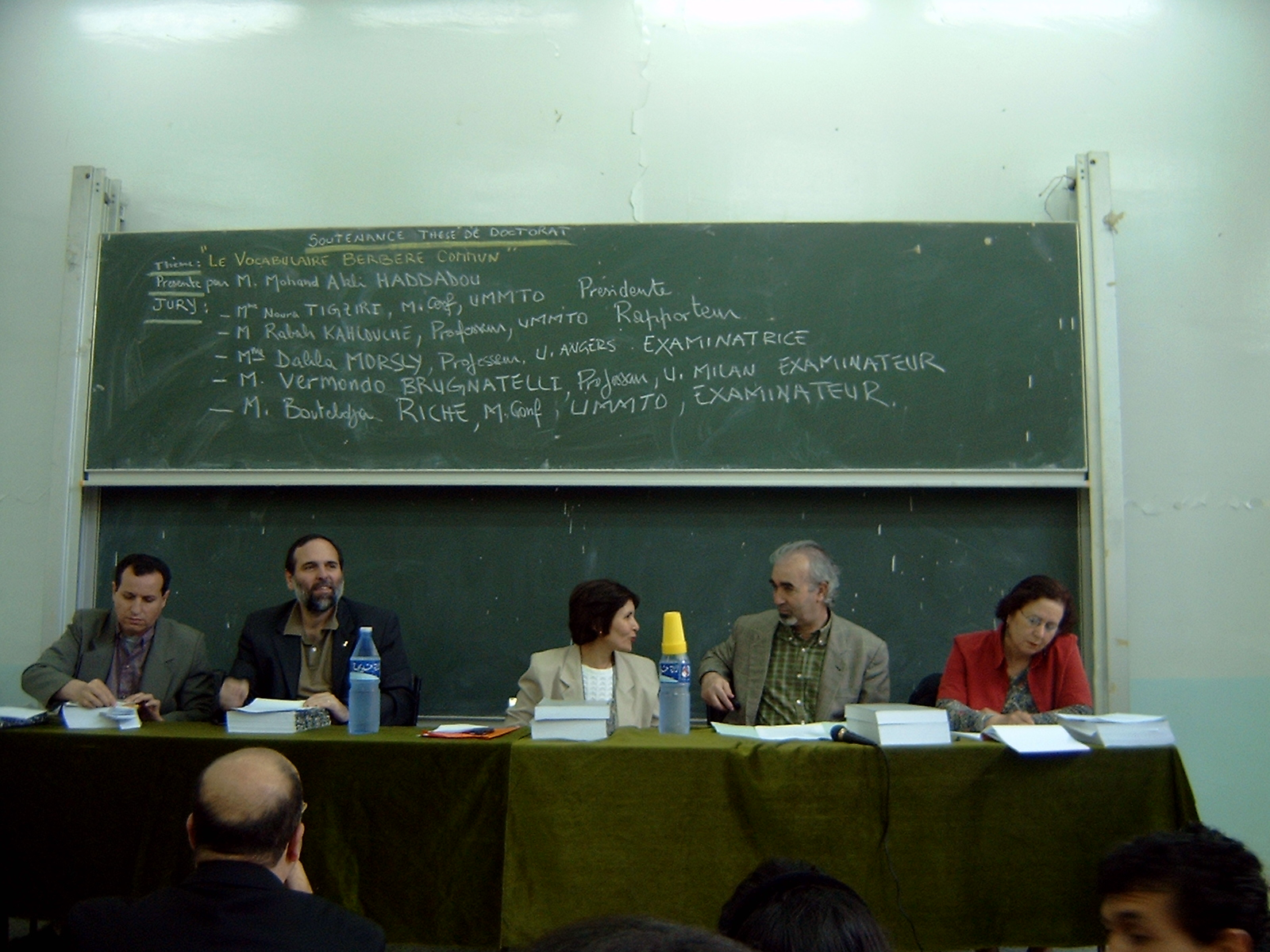
La prima tesi di dottorato in linguistica berbera all'università di Tizi Ouzou (28/5/2003)

Tizi Ouzou costituisce la capitale culturale della cosiddetta "Grande Cabilia" (la parte occidentale, che comprende i monti più alti). Vi si parla prevalentemente il berbero, nella sua variante cabila, come lingua materna ed il francese come seconda lingua. La città ha molte attrattive; giace ai piedi delle più belle stazioni sciistiche dell'Algeria, Thala guilef, Tikjda, e si trova a 50 km dai rinomati centri balneari di Dellys, Tigzirt e Azeffoun.
La locale università è stata creata nell'anno accademico 1977-78. Nel 1980, il divieto imposto ad una conferenza di Mouloud Mammeri sulla poesia cabila antica portò all'occupazione dell'università da parte degli studenti. Lo sgombero con la forza, eseguito dalla polizia il 20 aprile 1980, diede il via alla cosiddetta "primavera berbera".  L'università di Tizi Ouzou è stata la prima ad aprire un dipartimento di lingua e cultura amazigh (decreto ministeriale N°11 del 24/01/1990). Nel 2003 vi è stata discussa la prima tesi di dottorato in linguistica berbera.
La squadra di calcio di Tizi Ouzou, la Jeunesse Sportive de Kabylie (JSK), molto amata in tutta la regione perché a lungo è stata l'unica dimostrazione visibile dell'orgoglio berbero, è molto forte, ha vinto il maggior numero di scudetti (l'ultimo nel 2006) e diverse coppe d'Africa (unica squadra algerina ad imporsi in ambito continentale).

## Industrie presenti nella wilaya di Tizi Ouzou
- ENIEM Oued Aissi - il più grande complesso africano di elettrodomestici.
- ENEL Freha - Stabilimento di attrezzature elettriche.
- IRDJEN - Stabilimento di prodotti di terracotta.
- Stabilimento di prodotti caseari di Draâ Ben Khedda.